# Serhado
Serhado właśc. Serhad Ayaz (ur. 15 grudnia 1984 w Sztokholmie) – kurdyjski wokalista, raper. Serhado jest jednym z najpopularniejszych raperów tworzących w języku kurdyjskim. 

## Życiorys
Serhado urodził się w Sztokholmie, stolicy Szwecji, w rodzinie kurdyjskiej.
Jego rodzina mieszkała w wiosce Helex w prowincji Mardin, jednak w latach 70. jego rodzina wyemigrowała do Szwecji. Ojciec Serhado zamieszkał Belgi gdzie był pracownikiem kurdyjskiego kanału telewizyjnego MED TV, kanał był nadawany przez satelitę z Brukseli. Serhado wychowywał się z matką, bratem i siostrą w Szwecji, na terenie Gminy Sallentuna. W wieku 6–7 lat Serhado zaczął słuchać muzyki hip-hopowej, w tym czasie poznał grupę hip-hopową o nazwie „Kris Kros”. W wieku 13 lat zainteresował się także gatunkiem muzyki rap. Pierwsze teksty zaczął tworzyć do muzyki hip-hop w języku szwedzkim, później zaczął pisać teksty w języku kurdyjskim. W 2007 roku wydał swój pierwszy album pt. „Xewna Jiyan” z piosenkami w języku kurdyjskim.
Serhado powiedział o tekstach swoich piosenek, cyt. „Słowa moich piosenek odbijają się w lustrze mojego serca i mojej głowy. Mówię o moim otoczeniu: miłości, niesprawiedliwości i tym podobnych””. Serhado w swoją muzyką chce pomóc w walce narodu Kurdów o wolność. W tekstach swoich piosenkach wyraża prawo do poszanowania własnej tożsamości narodowej Kurdów oraz poszanowania do prawa do ich własnego języka. W jednej ze swoich piosenek pt. "Zimane Kurdi", Serhado zaśpiewał, cyt: 
```
"Ani niemiecki, ani angielski, ani francuski, Chcemy naszej edukacji w naszym języku ojczystym; Ani perski, ani arabski, ani turecki. Uczyń nasz język, język kurdyjski, językiem urzędowym.....”
[
4
]
.
```

W 2019 Serhado nagrał piosenkę pt.Amedspor Digel Şehrîban . Autorem tekstu tej piosenki jest Mehmûd Berazî, Serhado skomponował muzykę, w piosence Serhado zaśpiewał z kurdyjską piosenkarką Şehriban Güneş. Piosenka jest dedykowana dla drużyny piłkarskiej „Amedspor” grającej w mieście Diyarbakır.
Jego kanał w serwisie YouTube od 2019 uzyskał 9 700 030 wyświetleń (styczeń 2025).

## Dyskografia
(Źródło informacji)

### Albumy
- Xewna Jiyan Maxi singel (2007)
- Xeyala Evîn (2009)
- Bihuşta Xeyalan (2013)
- Hêvî (EP)(2020)
- Ax EP (2021)
- Robîn EP (2021)

### Sigle
- Amedspor Digel Şehrîban (2019)
- Xeelet bu  (2022)